# Ready Steady Who
Ready Steady Who è il primo EP del gruppo musicale britannico The Who, pubblicato nel Regno Unito l'11 novembre 1966 dalla Reaction Records.

## Descrizione
Il titolo è un riferimento alla trasmissione televisiva britannica Ready Steady Go! alla quale la band aveva recentemente partecipato anche se il disco contiene brani diversi rispetto a quelli eseguiti nella trasmissione. L'EP è costituito da due canzoni originali composte da Pete Townshend e da tre cover.
Tutti i brani di questo EP vennero poi inseriti nella compilation Rarities Vol. 1 "1966-1968" del 1983 e poi come materiale extra nella ristampa in CD del 1995 dell'album A Quick One, tranne Circles, che differisce dalla versione presente sulla deluxe edition di My Generation del 2002, reperibile in Two's Missing.
Nell'EP originale i crediti compositivi del brano Batman sono dati a Jan Berry, Don Altfeld (trascritto erroneamente "Altfield") e Fred Weider. In realtà il pezzo fu scritto da Neal Hefti, e non è una cover della reinterpretazione di Jan and Dean apparsa sull'album Jan and Dean Meet Batman. I crediti furono corretti nelle note interne della ristampa in CD di A Quick One del 1995.

## Tracce
Lato 1
Testi e musiche di Pete Townshend.
1. Disguises – 3:10
2. Circles – 2:27

Lato 2
1. Batman – 1:22 (Neal Hefti)
2. Bucket T – 2:07 (Don Altfeld, Roger Christian, Dean Torrence)
3. Barbara Ann – 1:59 (Fred Fassert)